# Christophe de Raincourt
Christophe Louis de Raincourt, né en 1601 et mort à Verceil en juin 1638, est un des chefs militaires comtois pendant la guerre de Dix Ans, mais il sert également sur le secteur nord-italien pendant la guerre de Trente Ans. Il participe à de nombreuses batailles et est notamment le gouverneur de Lons-le-Saunier lors de son siège en 1637.

## Biographie
Christophe de Raincourt né en 1601 dans une famille noble du bailliage d'Amont. Son père Étienne de Raincourt, est capitaine d'une compagnie d'infanterie et  gouverneur du château de Châtelneuf-en-Venne. Sa mère Jeanne-Baptiste, est la fille de Pierre Tanchard, seigneur de Bremondans. Le fief principal de cette famille est situé à Raincourt dans l'actuelle Haute-Saône. On ne connait pas ses premières années. Il se marie en 1623 avec Barbe de Maisières.
Il est capitaine de deux cents fantassins en 1631, puis tient garnison à l'Isle-sur-le-Doubs en 1635 pour surveiller les troupes françaises de Montbéliard. Appelé à Dole en 1636, le siège de la ville par les Français, l'empêche d'y pénétrer. Il se rend à Ounans d'où on le charge de lever un régiment d'infanterie. Le 16 juillet il tente une introduction de troupes et munitions dans Dole par la forêt de Chaux et le gué du Temple mais l'alarme ayant été donnée, il doit rebrousser chemin. Nommé mestre de camp le 12 août 1636, il assista à la levée du siège de Dole. Après cette victoire, Raincourt retourne avec son régiment à sa première mission dans les montagnes jurassiennes. Le 14 novembre 1636, il est nommé par le parlement, gouverneur militaire de la ville de Pesmes et reçoit l'ordre de détacher de son régiment, 400 hommes qui vont renforcer les garnisons de Gray et de Dole.
Le 7 février 1637, il prend part à l'offensive en Bresse sous les ordres de Gérard de Watteville et participe à la victoire de Savigny dont il devient peu après gouverneur. Mais pour très peu de temps car les territoires conquis devront être rapidement abandonnés. En mars, il est à la tête de son régiment d'infanterie lors de la bataille de Cornod. Placé en réserve au nord du champ de bataille, il se distingue en couvrant brillamment la retraite de l'armée comtoise après sa déconvenue contre les Français. En effet une aile ennemie se lançant à la poursuite des Comtois désorganisés et en fuite, il parvient à la stopper complètement au sud d'Arinthod. Il permet également à son chef, de Watteville,  de reconstituer une armée à partir des débris rassemblés après la bataille. 
Son régiment participe ensuite, mais sans intervenir directement sur le champ de bataille, à la bataille de Sainte-Agnès. Le 17 mars, il est nommé gouverneur de la ville de Lons-le-Saunier qu'il défend avec héroïsme lors du siège en juin et juillet 1637, ne capitulant qu'au bout d'un mois à court de vivres et de munitions.
Fait prisonnier, il est conduit par les Français avec les survivants de son régiment jusqu'à la citadelle de Chalon, puis revient en Comté où il combat notamment Bernard de Saxe-Weymar. Il fait son testament à Besançon le 12 février 1638. Envoyé en poste dans le Milanais, il prend une part glorieuse à la prise de Breme et à celle de Verceil, mais fut tué devant cette ville par un coup d'arquebuse en juin 1638. 
Christophe de Raincourt avait la confiance et l'estime du parlement de Dole et était considéré par lui comme un officier de grande valeur.
Il avait un lien de parenté avec l'intendant des armées et historien franc-comtois Jean Girardot de Nozeroy.